# アルシャー左旗

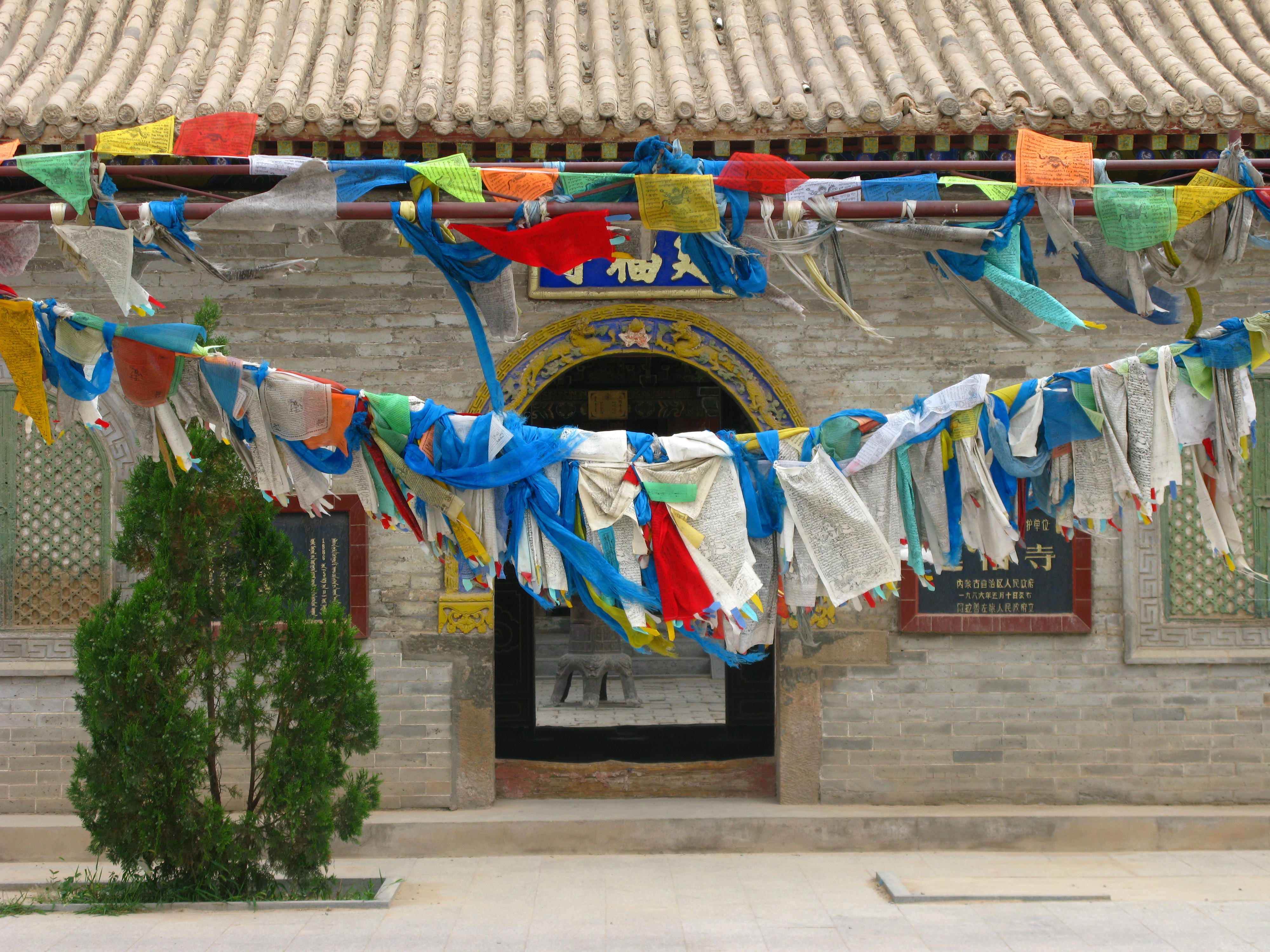
延福寺

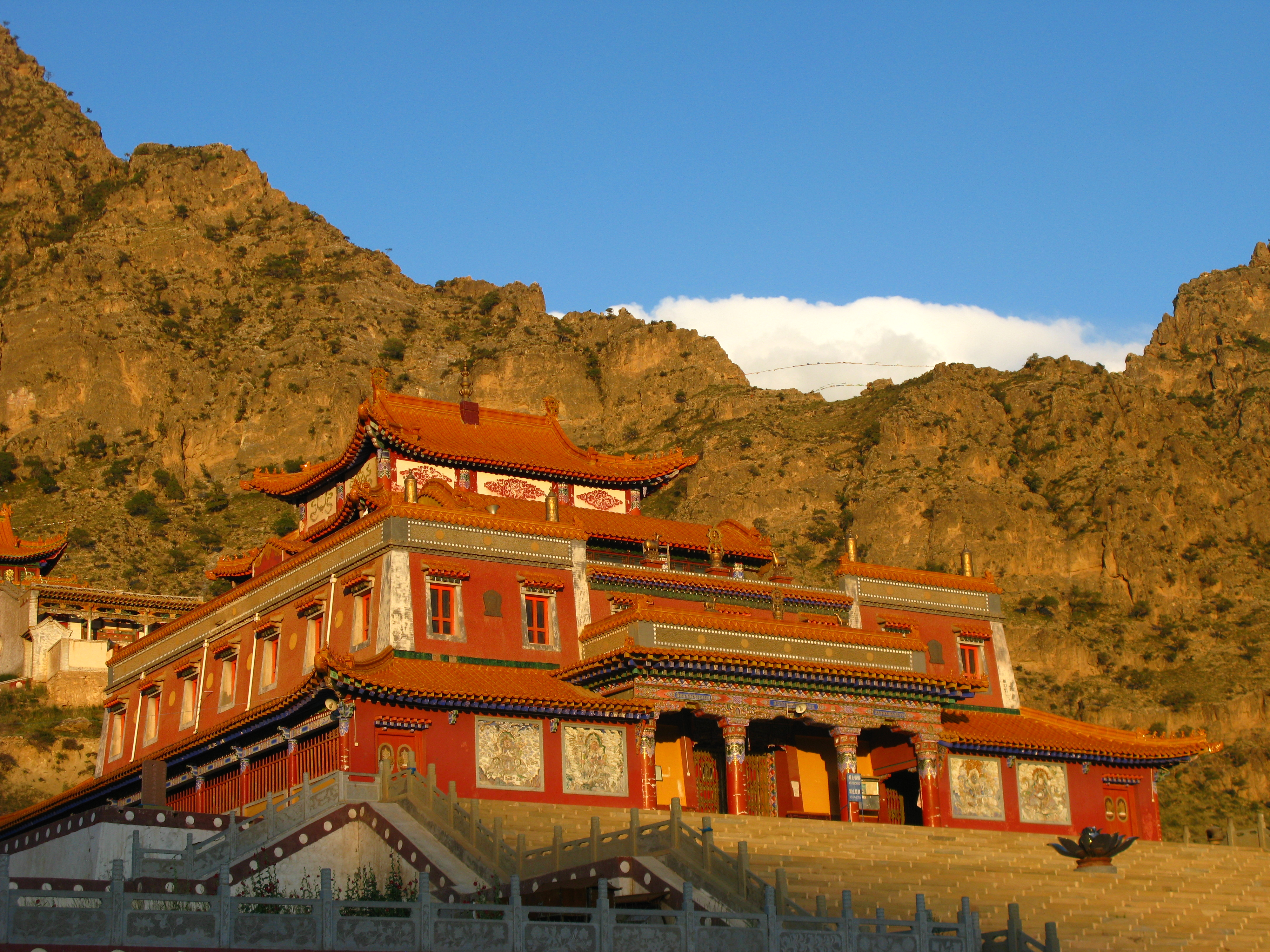
賀蘭山の西麓にある広宗寺（南寺）

アルシャー左旗（アルシャーさき、中国語：阿拉善左旗、モンゴル語：ᠠᠯᠠᠱᠠ
ᠪᠠᠷᠠᠭᠤᠨ
ᠬᠣᠰᠢᠭᠤ、Alaša Baraɣun qosiɣu）は、中華人民共和国内モンゴル自治区アルシャー盟に位置する旗。地方政府はバヤンホト・バルガス（巴彦浩特鎮）にある。
モンゴル族、漢族、回族、満族、朝鮮族、ダウール族など14の民族の住む多民族地域であり、漢族人口が最も多い。

## 地理
アルシャー左旗はモンゴル自治区西部に位置し、西は甘粛省武威市及び白銀市と、北東はバヤンノール市、オルドス市及び烏海市と、北はモンゴルと接している。

## 行政区画
4街道、9バルガス（鎮）、6ソム（蘇木）を管轄：
- 街道弁事処
  - 額魯特街道
  - 南環路街道
  - 新華街道
  - 王府街道
- バルガス（鎮）
  - バヤンホト・バルガス（巴彦浩特鎮）
  - オンドラルト・バルガス（温都爾勒図鎮）
  - バルーン・ベル・バルガス（巴潤別立鎮）
  - ジャルガルサイハン・バルガス（嘉爾嘎勒賽漢鎮）
  - ジランタイ・バルガス（吉蘭泰鎮）
  - ジューン・ベル・バルガス（宗別立鎮）
  - アラン・ボラグ・バルガス（敖倫布拉格鎮）
  - テングリ・エルス・バルガス（騰格里額里斯鎮）
  - 烏斯太鎮
- ソム（蘇木）
  - バヤンムレン・ソム（巴彦木仁蘇木）
  - オルジ・ソム（烏力吉蘇木）
  - バヤンノロー・ソム（巴彦諾日公蘇木）
  - エルヘハシハ・ソム（額爾克哈什哈蘇木）
  - インゲン・ソム（銀根蘇木）
  - チョグトフレー・ソム（超格図呼熱蘇木）

## 経済
アルシャー左旗の主要産業は牧畜業であり、ラクダとヒツジが主要家畜となっている。特にラクダは中国全土の60%を生産し「ラクダの郷」との異名を有す。近年は砂漠化が進行し砂嵐対策が大きな課題となっている。
また鉱業も盛んであり、特に埋蔵量14億トンの石炭は古拉本煤鉱公司などの企業資本による大規模掘削のほか、小規模炭鉱も点在している。また小規模炭鉱に関しては違法操業を行うケースもあり、地方政府による取締りが強化されている。ジランタイ塩湖附近での塩、ソーダ塩の製造業がある。

## 教育
- 高校
  - 阿拉善盟第一中学
  - 阿左旗高級中学
  - 阿左旗職業中等専業学校

## 交通

### 航空
- アルシャー左旗バヤンホト空港

### 鉄道
- 中国鉄路総公司
  - 臨策線
  - 平汝線
  - 干武線

### 道路
- 高速道路
  - 京新高速道路
  - 烏銀高速道路